# Slagharen

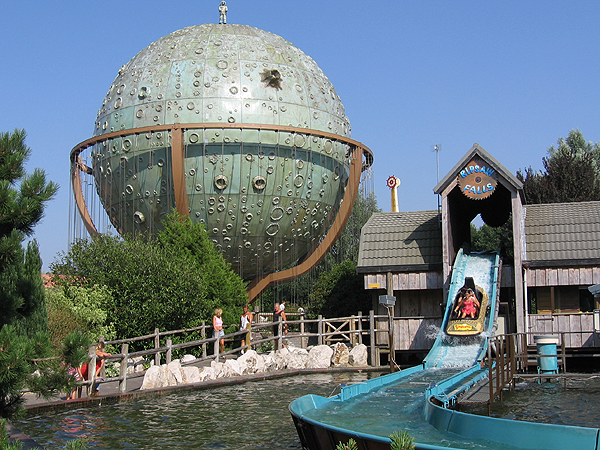
El parc d'atraccions Slagharen.

Slagharen és una població del municipi de Hardenberg a la província d'Overijssel, al centre-est dels Països Baixos. L'1 de gener del 2021 tenia 3.125 habitants.
El parc d'atraccions de Slagharen, antigament conegut com a parc de ponis de Slagharen, es troba en aquest poble des del 1963.

## Personatges coneguts
- Chantal Beltman, ex-ciclista neerlandesa